# Élections régionales en Mecklembourg-Poméranie-Occidentale
Les élections régionales en Mecklembourg-Poméranie-Occidentale (en allemand : Landtagswahl in Mecklenburg-Vorpommern) sont organisées tous les cinq ans dans le Land de Mecklembourg-Poméranie-Occidentale, sauf en cas de dissolution anticipée, afin de désigner les députés régionaux qui siègent au sein du Landtag.

## Résumé
| Élections au Landtag de Mecklembourg-Poméranie-Occidentale |               |                  |               |                            |         |         |                    |                    |                    |
| Année                                                      | Participation | Hémicycle        | Parti en tête | Parti en tête              | Score   | Sièges  | Ministre-président | Ministre-président | Ministre-président |
| 1990                                                       | 64,72 %       |                  |               | Union chrétienne-démocrate | 38,33 % | 29 / 66 |                    | Alfred Gomolka     | CDU                |
| 1990                                                       | 64,72 %       | Berndt Seite     |               | Union chrétienne-démocrate | 38,33 % | 29 / 66 |                    |                    | CDU                |
| 1994                                                       | 72,85 %       |                  |               | Union chrétienne-démocrate | 37,65 % | 30 / 71 |                    | Berndt Seite       | CDU                |
| 1998                                                       | 79,43 %       |                  |               | Parti social-démocrate     | 34,29 % | 27 / 71 |                    | Harald Ringstorff  | SPD                |
| 2002                                                       | 70,57 %       |                  |               | Parti social-démocrate     | 40,63 % | 33 / 71 |                    | Harald Ringstorff  | SPD                |
| 2006                                                       | 59,14 %       |                  |               | Parti social-démocrate     | 30,23 % | 23 / 71 |                    | Harald Ringstorff  | SPD                |
| 2006                                                       | 59,14 %       | Erwin Sellering  |               | Parti social-démocrate     | 30,23 % | 23 / 71 |                    |                    | SPD                |
| 2011                                                       | 51,54 %       |                  |               | Parti social-démocrate     | 35,55 % | 27 / 71 |                    | Erwin Sellering    | SPD                |
| 2016                                                       | 61,85 %       |                  |               | Parti social-démocrate     | 30,55 % | 26 / 71 |                    | Erwin Sellering    | SPD                |
| 2016                                                       | 61,85 %       | Manuela Schwesig |               | Parti social-démocrate     | 30,55 % | 26 / 71 |                    |                    | SPD                |
| 2021                                                       | 70,83 %       |                  |               | Parti social-démocrate     | 39,59 % | 34 / 79 |                    | Manuela Schwesig   | SPD                |